# Abbaye du Sacré-Cœur d'Oriocourt
L'abbaye du Sacré-Cœur est un monastère de moniales bénédictines (non fédéré) fondé en 1860 par l'abbaye de Flavigny-sur-Moselle, elle-même fille de l'antique abbaye Saint-Eustase de Vergaville fondée en 966. En 2017 l'abbaye ferme ses portes et les moniales rejoignent le monastère Notre-Dame d'Hurtebise, en Belgique.

## Histoire
C'est en 1860 que les premières moniales (moins d'une dizaine) s'installent à Oriocourt, alors dans le département de la Meurthe, aujourd'hui dans celui de la Moselle, dans le vieux château du Rocheret (XVIIIe siècle). Un pensionnat est ouvert la même année.
Durant la guerre franco-allemande de 1870, l'abbaye abrite un hôpital de la Croix-Rouge et se trouve incorporée dans l'Empire allemand par le traité de Francfort. Cela dure jusqu'à la fin de la Première Guerre mondiale puis, de nouveau, pendant la Seconde Guerre mondiale.
La construction de la chapelle abbatiale débute en 1880. Elle est achevée et bénie en 1892. En 1907, le monastère est érigé en abbaye bénédictine. Vers 1930, l'abbaye compte une trentaine de moniales.
Seconde Guerre mondiale : la Moselle annexée de fait par l'Allemagne nazie, les moniales d'Oriocourt sont expulsées le 18 novembre 1940, partageant ainsi le sort de la population du Saulnois.
Durant le 1er semestre de l'année 1945, la communauté se réinstalle dans un monastère délabré. Le pensionnat de jeunes filles rouvre cependant dès l'automne, pour fermer définitivement en 1955. 
En 1980, le monastère comptait dix-huit moniales.
En octobre 2017, les moniales rejoignent le monastère d'Hurtebise près de Saint-Hubert en Ardenne (Belgique) et l'abbaye d'Oriocourt ferme définitivement ses portes.

## Activités économiques
Un élevage de poules pondeuses contribue aux ressources du monastère.

## Sources
- Sœur Anne-Marie, L'abbaye bénédictine d'Oriocourt, 1960.
- G. Jacquemet (dir.), Catholicisme hier aujourd’hui demain, vol. 10, Paris, 1985 [détail des éditions]